# 萨尔科尼
萨尔科尼（義大利語：Sarconi），是意大利波坦察省的一个市镇。总面积30平方公里，人口1407人，人口密度46.9人/平方公里（2009年）。ISTAT代码为076081。